# Džindići (kanton bośniacko-podriński)
Džindići – wieś w Bośni i Hercegowinie, w Federacji Bośni i Hercegowiny, w kantonie bośniacko-podrińskim, w mieście Goražde. W 2013 roku liczyła 96 mieszkańców, z czego większość stanowili Boszniacy.